# ドコデモFM
ドコデモFM（ドコデモエフエム）は、エフエム東京（TOKYO FM）が2011年12月5日から2021年2月28日まで運営していた、JFN系列38局のラジオ番組をエリア制限なしで日本全国で聴けるスマートフォン向けの有料のIPサイマル配信サービス。TOKYO FMとその関連会社であるジグノシステムジャパンが共同でサービスを行っていた。
本項目では、ドコデモFMとサービス内容が共通していた2つの無料IPサイマル配信サービスである、AuDee（オーディー、旧：JFN PARK〈ジェイエフエヌ パーク〉）および、WIZ RADIO（ウィズ レディオ）についても記述する。

## 概要
山あいやコンクリートの建物の中、地下、あるいは離島（例として東京都伊豆諸島、鹿児島県奄美群島、沖縄県先島・大東諸島他）など、中継局からの電波が届きにくい場所や、外国からの電波の混信を受けている難視聴地域で聴取状況を改善し、きれいな音で楽しめるようにすること、また旅行先や出張先でも日常聴いている地元のラジオ局を聴取できることを目的としたサービスである。配信対象地域は日本全国である。
スマートフォン向けの民放ラジオ番組のエリアフリー型有料配信サービスとしては、KDDIのau携帯電話・スマートフォン向け音楽ストリーミングサービス「LISMO WAVE」が先行していたが、キャリア主導であり利用できる端末が限定されたことから「auだけでなく全てのキャリアのユーザーにも同じ聴取環境の提供を目指す」としてTOKYO FMが独自に本アプリの開発を主導するに至った。サービス開始当初の聴取可能局はJFN加盟38局のみであったが、2012年8月6日より2020年6月30日まではLOVE FM（MegaNet系）がJFN系列外では初となる配信を行っていた。ただし、LOVE FM以外のJFN系列外の他系列FM局（J-WAVE、NACK5、InterFM897など）は配信されておらず、聴取不可である。

### 対応機器・アプリケーション・聴取方法・料金
対象機器・アプリは下記の通り。
- Android向け公式アプリ - Android 2.2以上に対応。NTTドコモのスゴ得コンテンツ加入者専用アプリは、WIZ RADIOに内容を変更された。
- iOS向け公式アプリ - iOS 6.1以上に対応。

聴取方法として、画面上にJFN各局のロゴが表示されるので、これを指などでスライドさせて希望の放送局を選択する。放送局のロゴを選択すると音声が流れ、その下に番組表および直近にオンエアされた楽曲の曲名が表示される。なお、アプリを起動させる場合には、別途GPS機能を有効にさせる必要がある。
有料会員登録後31日間は無料で利用できるが、32日目以降も引き続き利用する場合は料金（定期購入課金）が発生する。アプリの種類・入手方法等により料金が異なる。
- Google Playでアプリを入手した場合 - 30日毎に315円（消費税込み）。
- スゴ得コンテンツでアプリを入手した場合 - スゴ得コンテンツの月額料金に含む（JFN系列FM局のコマーシャルでは無料と言っている）。
- 楽天アプリ市場でアプリを入手した場合 - 1ヶ月毎に324円（消費税込み）。10%分が翌月に楽天スーパーポイントでポイントバックされる[4]。
- App Storeでアプリを入手した場合 - 30日毎に360円（消費税込み）。

一旦定期購入課金の手続きを行うと、手動で解約しない限り自動更新となる。なお、定期購入課金の期限満了後はラジオの聴取ができなくなるが、各局の番組表の閲覧は可能。

### 配信内容
対応する放送局（JFN加盟38局およびLOVE FM）が地上波で放送する番組をサイマル配信する。配信データを一旦端末にストックするシステムとしている関係上、地上波放送に比べて数分（5分から7分前後、機器・地域・通信環境の状況によっては変化する）の遅延が発生する。
CM・時報（時報CM含む）および権利処理が困難な一部番組はサイマル配信されない。冠番組およびスポンサー付き番組についても番組名や提供クレジットの読み上げは通常の地上波番組同様に行われるが、CMはカットされ、当該時間の帯は各局独自ジングルやフィラー音楽が挿入される。主にジャニーズ事務所所属タレントの全出演番組や、FIFAワールドカップの中継が配信不可となっている。配信不可番組の放送中でも、番組表の只今放送中の番組の欄や番組内で放送した曲の題名は表示される。
2014年12月からは配信中の楽曲の歌詞をアプリ内に表示させるサービスを開始した。

### 沿革
- 2011年（平成23年）12月2日 - NTTドコモ向けにサービス提供開始[1]。当初は「dメニュー」からのアプリ提供であった。
- 2012年（平成24年）
  - 3月9日 - iOS版の提供開始。iOS版は当初よりキャリアフリーで提供する[6]。
  - 8月6日 - LOVE FMが参加。
  - 10月1日 - Google Playでの提供開始。対応機種を拡大し、Android版もキャリアフリーで利用できるようになる[7]。
  - 10月26日 - 同日 16:00頃からシステム障害によりドコデモFMが聴取不可能になる事態が発生。11月1日 0:10に復旧[8]。
- 2013年（平成25年）5月16日 - 「スゴ得コンテンツ」対応Android版アプリの提供開始[9]。
- 2014年（平成26年）
  - 12月2日 - 「スゴ得コンテンツ」対応iOS版アプリの提供開始[10]。
  - 12月24日 - 「同期歌詞表示サービス」の提供開始[5]。
- 2015年（平成27年）8月19日 - 楽天アプリ市場でAndroid版を提供開始[4]。
- 2016年（平成28年）
  - 12月8日 - ソフトバンクの「App Pass」対応Android版アプリの提供開始。
  - 12月12日 - 楽天アプリ市場のサービス終了に伴い、楽天アプリ市場版アプリの配信サービスを終了。
- 2020年（令和2年）
  - 6月30日 - LOVE FMが配信終了。
  - 9月30日 - NTTドコモ「スゴ得コンテンツ」対応アプリとソフトバンク「App Pass」アプリの配信サービスを終了[11]。
- 2021年（令和3年）2月28日 - サービス終了。

## AuDee
AuDee（オーディー）は、JFN系列番組コンテンツ（番組公式サイトを兼ねている）およびサイトオリジナル番組のオンデマンド配信や、番組宛て投稿プラットフォームの提供等を行っているサービス。TOKYO FMとジャパンエフエムネットワーク（JFNC）が2016年4月より展開していたオーディオコンテンツプラットフォームJFN PARK（ジェイエフエヌ パーク）を、2020年7月27日よりリブランドしたもの。
アプリ版では2018年7月の新バージョン2.0.0よりIPサイマル放送聴取機能が追加され、後述の「WIZ RADIO」アプリと同様、月額課金なしでJFN38局とLOVE FM（2020年6月30日配信終了）の聴取が可能であった。
2020年9月、FM徳島がradikoに加盟、配信を開始し、JFN加盟38局全局がradiko、radikoプレミアムでの聴取が可能となったことに伴い、2020年10月のバージョン更新よりこの機能を停止し、それに代えてアプリ内でradikoの利用を促すリンクを表示する旨の告知がなされた。その分、AuDee独自の音声コンテンツを充実させるとのことである。以降、オリジナル番組のほか、TOKYO FMやJFNCで放送されている番組のアフタートーク、一部番組では本編のアーカイブなどを配信している。

### AuDee メンバーシップ
2023年11月より番組毎の月額制サブスクリプションサービスとなるメンバーシップを導入した。特典として番組の「限定パートや過去の番組アーカイブが聴き放題となる。
主な番組

## WIZ RADIO
WIZ RADIO（ウィズ レディオ）は、TOKYO FM・JFNとジグノシステムジャパンが2018年4月に導入したIPサイマル配信サービス。サービス内容は「ドコデモFM」と同じくJFN38局とLOVE FM（2020年6月30日配信終了）が日本国内エリア制限なしで聴取可能できる、というものであるが、「ドコデモFM」や類似サービスの「LISMO WAVE」と以下の点で異なる。
- 月額課金制の「ドコデモFM」「LISMO WAVE」と異なり、聴取にかかる費用は原則無料（一部、有料配信の独自コンテンツも用意されている）。
- 広告の表示されない「ドコデモFM」「LISMO WAVE」と異なり、アメリカ・AdsWizz社の広告配信技術を用いたターゲティング広告が行われる。放送中の楽曲名を表示させると、レコチョクとの連携により同社の試聴音源へのリンクが挿入され、楽曲購入ページに誘導される。
- 「ドコデモFM」「LISMO WAVE」ではCMはフィラー音楽等に差し替えられていたが、WIZ RADIOではCMも流れている（ただし、一部のCMは差し替えられているほか、本サービスの開始と同時に「ドコデモFM」「LISMO WAVE」でもCMの差し替えを廃止した放送局もある）。

2018年4月3日にGoogle Play経由でAndroid版アプリ（4.4以降対応）の提供を開始。同月中にApp Store経由でiOS版アプリ（8.0以降対応）も提供された。ドコデモFMから移行されたNTTドコモ「スゴ得コンテンツ」版と、新たに配信開始されたソフトバンク「App Pass」版のアプリも用意されているが、有料コンテンツの会員専用アプリのため、ターゲティング広告の表示は行っていない。
TOKYO FMは2019年11月12日に行われた番組審議会において、本サービスを近いうちに終了させることを明らかにしている。終了の理由について、TOKYO FMは「収益を見込んでいたオーディオアドの市場や海外の事業者との契約が当初の見通しと実態を大きく欠くものであることがわかりこのような判断とした」としており、今後は本サービスと同じIPサイマル配信サービスのradikoとの関係を強化して、インターネット聴取の促進を行う予定と説明している。
前述の予告通り、2020年9月末でのサービス終了が告知され、2020年9月30日にサービス終了した。